# Lemna gibba
Lemna gibba o lenteja de agua es una planta acuática pequeña, de la familia de las aráceas.

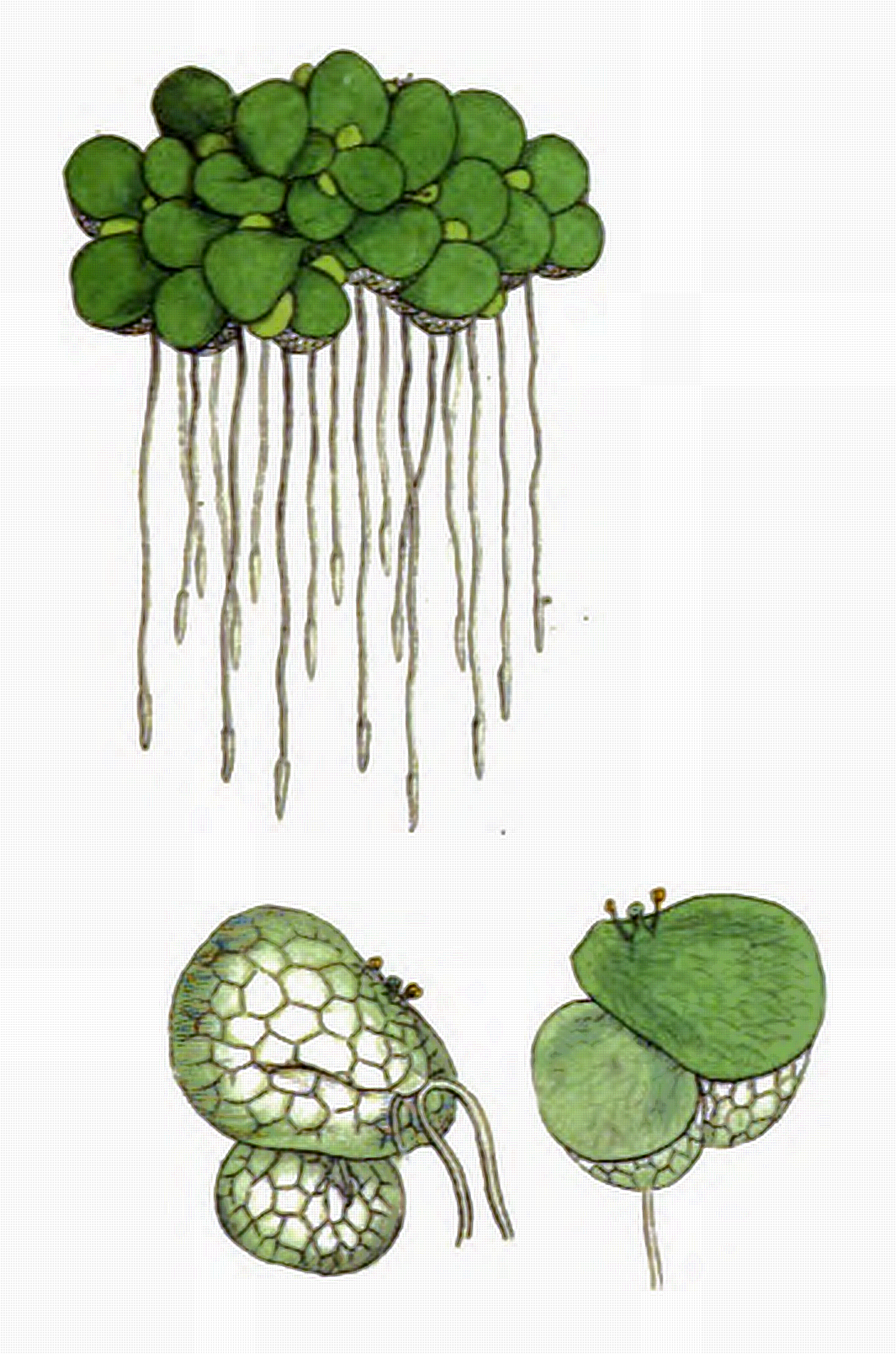
Ilustración

## Descripción
Difiere de Lemna minor en tener frondas ampliamente ovadas o casi redondeadas, gruesas, de 2-5 mm de largo, generalmente con envés visiblemente protuberante; frondas verde grises o a veces pardo rojizas por encima, envés con 40-50; cada fronda con una raíz. 4-6 óvulos ( 1 óvulo en Lemna minor). Florece en primavera y principios de verano.

## Distribución y hábitat
Extendida por Europa, excepto Islandia y Noruega. Habita en estanques y acequias.

## Taxonomía
Lemna gibba fue descrita por Carlos Linneo y publicado en Species Plantarum 2: 970. 1753.
Sinonimia
- Lemna cordata Sessé & Moc.
- Lemna parodiana Giardelli
- Lemna trichorrhiza Thuill. ex Schleid.
- Lenticula gibba (L.) Moench
- Lenticula gibbosa P.Renault
- Telmatophace arrhiza Schur
- Telmatophace generalis E.H.L.Krause
- Telmatophace gibba (L.) Schleid.
- Telmatophace gibbosa (P.Renault) Montandon[4][5]

## Nombre común
- Castellano: culantrillo, espejuelos, lenteja de agua, lentejas de agua, lentejuela, lentejuelas de estanque, madre del agua, ovas, verdina, verdín.[6]